# Bart Goor
Bart Goor (Neerpelt, 1973. április 9. ) belga válogatott labdarúgó.

## Pályafutása

### Klubcsapatokban
Pályafutását a belga Verbroedering Geel utánpótlás csapatainál kezdte 1986-ban, ezután 1991-ben a felnőtt csapat keretébe került. A Geel együttesénél összesen 6 szezont töltött, 142 mérkőzésen lépett pályára és 27 gólt szerzett.
Az 1996/97-es bajnoki idényt a Racing Genk csapatánál töltötte, majd 1997-ben az Anderlechthez került. Itt négy sikeres szezont mondhat magáénak. Kétszer sikerült megnyernie a belga bajnokságot, egyszer pedig a belga szuperkupát, a bajnokok ligája 2000–2001-es idényében pedig sikerült nagy eredményeket elérnie. Csapatával legyőzték többek között a Manchester Unitedet, a Laziot és a Real Madridot.
Az Anderlecht gárdájától 2001-ben távozott. Új együttese a német Hertha BSC lett. A fővárosikat 3 szezonon keresztül erősítette. 2004-ben a Feyenoord igazolta le, ahol csak egy évig maradt, majd visszatért az Anderlechthez.
Egykori együttesével ismét sikeres időszakot élhetett meg. A belga bajnokságot sikerült két, a szuperkupát szintén két és a belga kupát 1 alkalommal elhódítania. Utolsó mérkőzését az Anderlecht színeiben 2008. december 13-án játszotta. A Germinal Beerschot 2009 januárjában szerződtette.

### A válogatottban
A belga labdarúgó-válogatottban összesen 78 alkalommal játszhatott és ezeken a mérkőzéseken 13 gól fűződik a nevéhez. Tagja volt a hazai rendezésű 2000-es Európa-bajnokságon és a 2002-es labdarúgó-világbajnokságon részt vevő válogatott keretének. A 2000-es Eb első gólja az ő nevéhez fűződik, amit a Svédország elleni nyitómérkőzésen lőtt és csapata 2–1-re győzött. Azonban a sikeres kezdés ellenére nem sikerült továbbjutniuk a csoportból és kiestek.

## Külső hivatkozások
- Játékosprofil a national-football-teams.com honlapján.